# Xã Wilmington, Quận DeKalb, Indiana
Xã Wilmington (tiếng Anh: Wilmington Township) là một xã thuộc quận DeKalb, tiểu bang Indiana, Hoa Kỳ. Năm 2010, dân số của xã này là 4.128 người.